# Jamaica i olympiska sommarspelen 1964
Jamaica deltog med 21 deltagare vid de olympiska sommarspelen 1964 i Tokyo.  Ingen av landets deltagare erövrade någon medalj.